# Llista de monuments de Puigcerdà
Llista de monuments de Puigcerdà inclosos en l'Inventari del Patrimoni Arquitectònic Català per al municipi de Puigcerdà (Cerdanya). Inclou els inscrits en el Registre de Béns Culturals d'Interès Nacional (BCIN) amb la classificació de monuments històrics, els Béns Culturals d'Interès Local (BCIL) de caràcter immoble i la resta de béns arquitectònics integrants del patrimoni cultural català.
| Monument                                                                             | Protecció    | Estil/època                  | Localització                                              | Coordenades                                          | Codi?         | Imatge |
| ------------------------------------------------------------------------------------ | ------------ | ---------------------------- | --------------------------------------------------------- | ---------------------------------------------------- | ------------- | --- |
| Fortificació de Puigcerdà, o recinte fortificat                                      | BCIN 1325-MH | Obra popular Medieval, XVII  | Puigcerdà                                                 | 42° 26′ 07″ N, 1° 55′ 27″ E / 42.435315°N,1.924208°E | RI-51-0006043 | Fortificació de Puigcerdà · Vegeu més fotos d'aquest monument · Carregueu una nova foto d'aquest monument                                      |
| Mas Florença, Mas Florensa                                                           | BCIL 2020    | Obra popular                 | Puigcerdà Camí d'Age                                      | 42° 25′ 17″ N, 1° 56′ 10″ E / 42.421365°N,1.936233°E | IPA-7878      | Carregueu una nova foto d'aquest monument |
| Torre Viladomiu, antiga Casa Fabra                                                   |              | Eclecticisme                 | Puigcerdà Pl. del Rec                                     | 42° 26′ 05″ N, 1° 55′ 30″ E / 42.434590°N,1.925136°E | IPA-7879      | Carregueu una nova foto d'aquest monument |
| Torre Muñoz                                                                          |              | Eclecticisme                 | Puigcerdà Pl. de Barcelona                                | 42° 26′ 02″ N, 1° 55′ 37″ E / 42.433960°N,1.926979°E | IPA-7880      | Torre Muñoz (Puigcerdà) · Vegeu més fotos d'aquest monument · Carregueu una nova foto d'aquest monument                                        |
| Torre Junoy                                                                          |              | Historicisme XIX             | Puigcerdà Ctra. N-II, a prop de la duana                  |                                                      | IPA-7881      | Carregueu una nova foto d'aquest monument |
| Safareig de les Monges                                                               |              | Obra popular                 | Puigcerdà Raval de les Monges                             | 42° 25′ 52″ N, 1° 55′ 37″ E / 42.431111°N,1.926866°E | IPA-7883      | Safareig de les Monges (Puigcerdà) · Vegeu més fotos d'aquest monument · Carregueu una nova foto d'aquest monument                             |
| Casa Mesa Boixareu                                                                   |              | Eclecticisme                 | Puigcerdà C. de l'Aduana, prop del riu Raür, la Guingueta |                                                      | IPA-7884      | Carregueu una nova foto d'aquest monument |
| Tanca, reixa i torrassa de la desapareguda Casa Pedraza                              |              | Eclecticisme XIX             | Puigcerdà Pg. de la Rigolisa                              | 42° 26′ 18″ N, 1° 55′ 45″ E / 42.438235°N,1.929210°E | IPA-7885      | Carregueu una nova foto d'aquest monument |
| Torre del Cònsol, o Ro de Rigolisa                                                   |              | Eclecticisme XIX Final       | Puigcerdà Afores                                          | 42° 26′ 06″ N, 1° 55′ 27″ E / 42.434923°N,1.924172°E | IPA-7886      | Carregueu una nova foto d'aquest monument |
| Habitatge unifamiliar al carrer Piguillem, 15, o Torre del Rellotge                  |              | Eclecticisme XIX Final       | Puigcerdà C. Piguillem, 15                                | 42° 26′ 12″ N, 1° 55′ 31″ E / 42.436603°N,1.925289°E | IPA-7887      | Habitatge unifamiliar al carrer Piguillem, 15 (Puigcerdà) · Vegeu més fotos d'aquest monument · Carregueu una nova foto d'aquest monument      |
| Edifici d'habitatges a la plaça de Santa Maria                                       |              | Obra popular XX              | Puigcerdà Pl. de Santa Maria - c. Major                   | 42° 25′ 58″ N, 1° 55′ 35″ E / 42.432782°N,1.926297°E | IPA-7888      | Edifici d'habitatges a la plaça de Santa Maria (Puigcerdà) · Vegeu més fotos d'aquest monument · Carregueu una nova foto d'aquest monument     |
| Hotel Maria Victoria                                                                 |              | Racionalisme XX Mitjan       | Puigcerdà Querol, 9                                       | 42° 25′ 54″ N, 1° 55′ 36″ E / 42.431669°N,1.926794°E | IPA-7889      | Hotel Maria Victoria (Puigcerdà) · Vegeu més fotos d'aquest monument · Carregueu una nova foto d'aquest monument                               |
| Can Deulofeu                                                                         |              | Historicisme                 | Puigcerdà Querol, 7                                       | 42° 25′ 53″ N, 1° 55′ 37″ E / 42.431522°N,1.926928°E | IPA-7890      | Can Deulofeu (Puigcerdà) · Vegeu més fotos d'aquest monument · Carregueu una nova foto d'aquest monument                                       |
| Hotel del Llac                                                                       |              | Eclecticisme XIX Final       | Puigcerdà C. Piguillem, 7                                 | 42° 26′ 07″ N, 1° 55′ 34″ E / 42.435163°N,1.926059°E | IPA-7891      | Hotel del Llac (Puigcerdà) · Vegeu més fotos d'aquest monument · Carregueu una nova foto d'aquest monument                                     |
| Villa Paulita, antiga Torre Volart                                                   |              | Eclecticisme XIX             | Puigcerdà C. Piguillem                                    | 42° 26′ 07″ N, 1° 55′ 36″ E / 42.435396°N,1.926679°E | IPA-7893      | Villa Paulita (Puigcerdà) · Vegeu més fotos d'aquest monument · Carregueu una nova foto d'aquest monument                                      |
| Edifici d'habitatges al carrer Major, 37                                             |              | Obra popular XVIII           | Puigcerdà C. Major, 37                                    | 42° 25′ 56″ N, 1° 55′ 37″ E / 42.432166°N,1.926938°E | IPA-7894      | Edifici d'habitatges al carrer Major, 37 (Puigcerdà) · Vegeu més fotos d'aquest monument · Carregueu una nova foto d'aquest monument           |
| Edifici d'habitatges a la rambla Josep M. Martí, 1                                   |              | Modernisme XIX               | Puigcerdà Rambla Josep M. Martí, 1                        | 42° 26′ 00″ N, 1° 55′ 39″ E / 42.433415°N,1.927382°E | IPA-7895      | Edifici d'habitatges a la rambla Josep M. Martí, 1 (Puigcerdà) · Vegeu més fotos d'aquest monument · Carregueu una nova foto d'aquest monument |
| Obelisc                                                                              |              | XIX                          | Puigcerdà Pl. dels Herois                                 | 42° 25′ 59″ N, 1° 55′ 37″ E / 42.433005°N,1.927000°E | IPA-7896      | Obelisc (Puigcerdà) · Vegeu més fotos d'aquest monument · Carregueu una nova foto d'aquest monument                                            |
| Capella de Nostra Senyora de Gràcia                                                  |              | Gòtic XV                     | Puigcerdà Escoles Pies, 22                                | 42° 25′ 54″ N, 1° 55′ 45″ E / 42.431639°N,1.929042°E | IPA-7897      | Capella de Nostra Senyora de Gràcia (Puigcerdà) · Vegeu més fotos d'aquest monument · Carregueu una nova foto d'aquest monument                |
| Església de Sant Domènec                                                             | BCIL 2015    | Gòtic XV                     | Puigcerdà Pg. del 10 d'abril                              | 42° 25′ 57″ N, 1° 55′ 43″ E / 42.432619°N,1.928717°E | IPA-7898      | Església de Sant Domènec (Puigcerdà) · Vegeu més fotos d'aquest monument · Carregueu una nova foto d'aquest monument                           |
| Capella de la Mare de Déu de la Guia, o Capella de Sant Cristòfol                    |              | Obra popular                 | Puigcerdà Font d'en Llanas                                | 42° 25′ 50″ N, 1° 55′ 43″ E / 42.430634°N,1.928708°E | IPA-7907      | Capella de la Mare de Déu de la Guia (Puigcerdà) · Vegeu més fotos d'aquest monument · Carregueu una nova foto d'aquest monument               |
| Capella de Sant Marc                                                                 |              | Historicisme                 | Puigcerdà Al Pla de Sant Marc                             | 42° 25′ 04″ N, 1° 55′ 48″ E / 42.417856°N,1.929960°E | IPA-7908      | Capella de Sant Marc (Puigcerdà) · Vegeu més fotos d'aquest monument · Carregueu una nova foto d'aquest monument                               |
| Església de Sant Andreu de Vilallobent                                               |              | Romànic                      | Puigcerdà                                                 | 42° 24′ 30″ N, 1° 57′ 10″ E / 42.408337°N,1.952692°E | IPA-7909      | Església de Sant Andreu de Vilallobent (Puigcerdà) · Vegeu més fotos d'aquest monument · Carregueu una nova foto d'aquest monument             |
| Porta de l'antiga capella de la Mare de Déu de l'Esperança                           |              | Obra popular                 | Puigcerdà Pl. de l'Obelisc o Pl. dels Herois              |                                                      | IPA-7911      | Carregueu una nova foto d'aquest monument |
| Convent de Clausura de les Carmelites                                                |              | Historicisme XIX             | Puigcerdà C. Higini de Rivera                             | 42° 26′ 03″ N, 1° 55′ 47″ E / 42.434044°N,1.929703°E | IPA-7912      | Convent de Clausura de les Carmelites (Puigcerdà) · Vegeu més fotos d'aquest monument · Carregueu una nova foto d'aquest monument              |
| Església parroquial de Sant Julià d'Age                                              |              | Obra popular Medieval        | Puigcerdà                                                 | 42° 25′ 06″ N, 1° 56′ 49″ E / 42.418390°N,1.946824°E | IPA-7913      | Església parroquial de Sant Julià d'Age (Puigcerdà) · Vegeu més fotos d'aquest monument · Carregueu una nova foto d'aquest monument            |
| Hospital                                                                             |              | Obra popular XII             | Puigcerdà Pl. de Santa Maria                              | 42° 25′ 57″ N, 1° 55′ 34″ E / 42.432413°N,1.926139°E | IPA-7914      | Hospital (Puigcerdà) · Vegeu més fotos d'aquest monument · Carregueu una nova foto d'aquest monument                                           |
| Antic Convent de Sant Domènec                                                        |              | Obra popular XIV             | Puigcerdà Pg. del 10 d'abril                              | 42° 25′ 58″ N, 1° 55′ 42″ E / 42.432722°N,1.928285°E | IPA-7918      | Antic Convent de Sant Domènec (Puigcerdà) · Vegeu més fotos d'aquest monument · Carregueu una nova foto d'aquest monument                      |
| Edifici d'habitatges a la plaça Cabrinetty, 16                                       |              | Eclecticisme                 | Puigcerdà Pl. Cabrinetty, 16                              | 42° 25′ 51″ N, 1° 55′ 39″ E / 42.430926°N,1.927505°E | IPA-7923      | Edifici d'habitatges a la plaça Cabrinetty, 16 (Puigcerdà) · Vegeu més fotos d'aquest monument · Carregueu una nova foto d'aquest monument     |
| Edifici d'habitatges a la plaça Cabrinetty, 6                                        |              | Modernisme XIX               | Puigcerdà Pl. Cabrinetty, 6                               | 42° 25′ 50″ N, 1° 55′ 41″ E / 42.430655°N,1.928038°E | IPA-7924      | Edifici d'habitatges a la plaça Cabrinetty, 6 (Puigcerdà) · Vegeu més fotos d'aquest monument · Carregueu una nova foto d'aquest monument      |
| Plaça Cabrinetty                                                                     |              | Obra popular XVII            | Puigcerdà                                                 | 42° 25′ 51″ N, 1° 55′ 40″ E / 42.430905°N,1.927789°E | IPA-7925      | Plaça Cabrinetty (Puigcerdà) · Vegeu més fotos d'aquest monument · Carregueu una nova foto d'aquest monument                                   |
| Casino Teatre Ceretà                                                                 |              | Eclecticisme XX Inici        | Puigcerdà Pl. de Barcelona - Rbla. Josep Martí            | 42° 26′ 01″ N, 1° 55′ 38″ E / 42.433679°N,1.927126°E | IPA-7926      | Casino Teatre Ceretà (Puigcerdà) · Vegeu més fotos d'aquest monument · Carregueu una nova foto d'aquest monument                               |
| Casa Gran                                                                            |              | Eclecticisme XIX             | Puigcerdà Pl. Barcelona                                   | 42° 26′ 02″ N, 1° 55′ 38″ E / 42.433831°N,1.927331°E | IPA-7927      | Casa Gran (Puigcerdà) · Vegeu més fotos d'aquest monument · Carregueu una nova foto d'aquest monument                                          |
| Casa de la Vila                                                                      |              | Eclecticisme                 | Puigcerdà Pl. de l'Ajuntament - c. Querol                 | 42° 25′ 52″ N, 1° 55′ 38″ E / 42.431042°N,1.927232°E | IPA-7928      | Casa de la Vila (Puigcerdà) · Vegeu més fotos d'aquest monument · Carregueu una nova foto d'aquest monument                                    |
| Mirador de la Cerdanya                                                               |              | Obra popular                 | Puigcerdà Pl. de l'Ajuntament                             | 42° 25′ 52″ N, 1° 55′ 37″ E / 42.43118°N,1.927033°E  | IPA-7931      | Mirador de la Cerdanya (Puigcerdà) · Vegeu més fotos d'aquest monument · Carregueu una nova foto d'aquest monument                             |
| Hotel Internacional                                                                  |              | Eclecticisme XX              | Puigcerdà Ctra. d'Age                                     | 42° 25′ 41″ N, 1° 55′ 40″ E / 42.428033°N,1.927678°E | IPA-7932      | Hotel Internacional (Puigcerdà) · Vegeu més fotos d'aquest monument · Carregueu una nova foto d'aquest monument                                |
| Porta del santuari de la Mare de Déu de Quadres                                      |              | Obra popular XVIII           | Puigcerdà Casa a Ventajola                                |                                                      | IPA-7933      | Carregueu una nova foto d'aquest monument |
| Església de Sant Tomàs de Ventajola                                                  |              | Romànic XI                   | Puigcerdà                                                 | 42° 24′ 57″ N, 1° 54′ 42″ E / 42.415833°N,1.911667°E | IPA-7934      | Església de Sant Tomàs de Ventajola (Puigcerdà) · Vegeu més fotos d'aquest monument · Carregueu una nova foto d'aquest monument                |
| Mas de Sant Marc, Mas d'en Candi                                                     | BCIL 2020    | Obra popular                 | Puigcerdà Camí de Sant Marc                               | 42° 24′ 58″ N, 1° 55′ 44″ E / 42.41623°N,1.92889°E   | IPA-7935      | Carregueu una nova foto d'aquest monument |
| Central Lletera de Puigcerdà                                                         |              | Obra popular XX              | Puigcerdà Ctra. N-II                                      |                                                      | IPA-7936      | Carregueu una nova foto d'aquest monument |
| Mantegueria de la Central Lletera de Puigcerdà, antiga Cooperativa Agropecuària Sali |              | Modernisme XX                | Puigcerdà Ctra. N-152                                     |                                                      | IPA-7938      | Carregueu una nova foto d'aquest monument |
| Mas Gelabert                                                                         |              | Obra popular XVIII           | Puigcerdà Camí d'Ur                                       | 42° 27′ 11″ N, 1° 55′ 53″ E / 42.453176°N,1.931420°E | IPA-7940      | Carregueu una nova foto d'aquest monument |
| Safareig de la Colònia Simon                                                         |              | Obra popular XX              | Puigcerdà Colònia Sant Perí                               |                                                      | IPA-7942      | Carregueu una nova foto d'aquest monument |
| Ermita de Sant Jaume de Rigolisa                                                     |              | Historicisme XX              | Puigcerdà                                                 | 42° 26′ 49″ N, 1° 56′ 19″ E / 42.447058°N,1.938712°E | IPA-7945      | Ermita de Sant Jaume de Rigolisa (Puigcerdà) · Vegeu més fotos d'aquest monument · Carregueu una nova foto d'aquest monument                   |
| Conjunt de cases del carrer del Torb                                                 |              | Eclecticisme XIX             | Puigcerdà C. del Torb                                     |                                                      | IPA-7947      | Carregueu una nova foto d'aquest monument |
| Estació de ferrocarrils de la RENFE                                                  |              | Noucentisme XX               | Puigcerdà Raval de l'Estació                              | 42° 25′ 46″ N, 1° 55′ 29″ E / 42.429511°N,1.92463°E  | IPA-7948      | Estació de ferrocarrils de la RENFE (Puigcerdà) · Vegeu més fotos d'aquest monument · Carregueu una nova foto d'aquest monument                |
| Campanar de l'antiga església de Santa Maria                                         |              | Gòtic XII                    | Puigcerdà Pl. de Santa Maria                              | 42° 25′ 57″ N, 1° 55′ 35″ E / 42.432574°N,1.926269°E | IPA-7949      | Campanar de l'antiga església de Santa Maria (Puigcerdà) · Vegeu més fotos d'aquest monument · Carregueu una nova foto d'aquest monument       |
| Ull de Basilisc, pou de glaç                                                         | BCIL 2016    | Obra popular XIII-XIV, XVIII | Puigcerdà Pl. de l'Ajuntament                             | 42° 25′ 53″ N, 1° 55′ 38″ E / 42.43126°N,1.92715°E   | IPA-45120     | Carregueu una nova foto d'aquest monument |